# Narae-Kliff
Das Narae-Kliff ist ein Kliff auf King George Island im Archipel der Südlichen Shetlandinseln. Es ragt auf der Südseite der Barton-Halbinsel am Ufer der Maxwell Bay auf.
Südkoreanische Wissenschaftler benannten es deskriptiv wegen seiner Ähnlichkeit mit einer koreanischen Variante des Paravent.